# Tanju Çolak
Tanju Çolak [tanžu čolak] (* 10. listopadu 1963, Samsun) je bývalý turecký fotbalový útočník, držitel Zlaté kopačky za rok 1988. S klubem Galatasaray SK vyhrál ve stejném roce tureckou nejvyšší fotbalovou ligu a pěti brankami mu pomohl do semifinále PMEZ 1988/89. Za tureckou reprezentaci odehrál 31 zápasů a skóroval v nich devětkrát.
V roce 1994 byl odsouzen za nelegální obchody s luxusními automobily ke 22 měsícům vězení, což znamenalo konec jeho kariéry.

## Pětinásobný nejlepší střelec turecké ligy
V turecké nejvyšší lize nastřílel celkem 240 gólů a je tak členem klubu 100'LER KULÜBÜ sdružujícího fotbalisty se 100 a více nastřílenými brankami v turecké nejvyšší lize.
Celkem pětkrát se stal nejlepším střelcem turecké nejvyšší fotbalové ligy.
- 1985/86 33 gólů za Samsunspor
- 1986/87 25 gólů za Samsunspor
- 1987/88 39 gólů za Galatasaray SK (nejvíc gólů vstřelených za tuto sezónu jedním hráčem ve všech evropských prvoligových soutěžích)
- 1990/91 31 gólů za Galatasaray SK
- 1992/93 27 gólů za Fenerbahçe SK